# Neung-sur-Beuvron
Neung-sur-Beuvron település Franciaországban, Loir-et-Cher megyében. Lakosainak száma 1263 fő (2022. január 1.). Neung-sur-Beuvron La Marolle-en-Sologne, Chaumont-sur-Tharonne, La Ferté-Beauharnais, Marcilly-en-Gault, Millançay, Montrieux-en-Sologne, Saint-Viâtre, Vernou-en-Sologne és Yvoy-le-Marron községekkel határos.

## Népesség
A település népességének változása:
| Lakosok száma | 1205 | 1196 | 1152 | 1177 | 1230 | 1220 | 1226 | 1242 | 1243 | 1263 |
|               | 1968 | 1982 | 1990 | 2006 | 2013 | 2015 | 2017 | 2019 | 2020 | 2022 |